# Popular Computer
Popular Computer est un compositeur de musique électronique originaire de Paris, ayant pour unique instrument, un Ordinateur personnel.

## Biographie
Le premier morceau de Popular Computer paraît sur la compilation Misch Masch des Tiefschwarz. "I can't forget you", titre espiègle et créatif, renaît sur le label kitsuné et permet à Sylvain Dalido de poursuivre son aventure romantico numérique, oscillant entre nostalgie et innocence.
Selon le magazine Les Inrockuptibles l'album "Senso Data" est un concentré de pop flamboyante, réalisé à la maison façon do it yourself, plaçant sa musique au cœur du propos, enrichie de mots, parlés ou chantés, dont le sens se trouve modifié.
À ses débuts, il est comparé par le label Kitsuné au groupe légendaire japonais Yellow Magic Orchestra, dont l'influence des sons ainsi que des rythmes, donnera naissance à son deuxième album. Selon la biographie officielle, "LiTE" est une ode musicale, accompagnée de mots façon haïkus, avec pour protagonistes, le soleil ainsi que la chaleur, parfois destructrice, parfois humaine.
Une compilation "First Level 2004-2007", de titres inédits de même que des originaux de la série "Kitsuné Maison", sort sur son label baptisé "Popular Computer Music". L’atmosphère Fin du monde laisse planer le mystère.
En 2015, avec "Euro Kiss", le troisième album, le groupe souhaite parvenir à construire une production musicale théâtrale et chorégraphique, imprégnée de quelque chose de "latin", dans l’esprit. Cet album confirme aussi sa volonté de demeurer un groupe virtuel proposant de la musique électronique dématérialisée et sans réel chanteur.

## Discographie

### Remixes
| Année | Artiste              | Titre         |
| ----- | -------------------- | ------------- |
| 2005  | Mylo                 | In My Arms    |
| 2007  | Lo-Fi-Fnk            | Steppin'out   |
| 2007  | Digiki               | Skip Skap     |
| 2007  | New Young Pony Club  | Ice Cream     |
| 2007  | Midnight Juggernauts | Tombstone     |
| 2008  | San Serac            | Professional  |
| 2008  | Pacific!             | Sunset Bvld   |
| 2008  | The Whip             | Black Out     |
| 2008  | Shinichi Osawa       | Star Guitar   |
| 2008  | Poles                | Lucanska      |
| 2010  | Weekenders           | Bergen        |
| 2011  | Chilly Gonzales      | You Can Dance |
| 2012  | Ben Macklin & Yota   | Controller    |
| 2014  | Lifelike             | Overdrive     |
| 2015  | Saram12Saram         | More Story    |